# Энджел Пиаф
Энджел Пиаф (англ. Angel Piaff, род. 30 ноября 1990, Прага) — чешская порноактриса, лауреат премии AVN Awards.

## Биография
Родилась 30 ноября 1990 года в Чехии. В порноиндустрии дебютировала в 2011 году, в возрасте около 21 года. Первый фильм — Cazando Guiris Por Espana (студия IFG). Снимается для таких студий, как Devotion XXX, Eromaxx Films, Evil Angel, Girlfriends Films, Mile High, Magma, 21 Sextury и другие. Преобладающие жанры фильмов: лесбийское порно, эякуляция на лицо, анальный секс.
В 2014 году получила премию AVN Awards в категории «лучшая сексуальная сцена зарубежного производства» за роль в фильме Innocente (также известен как The Ingenuous). В 2018 была номинирована на XBIZ Europa Awards в категории «лучшая гламурная сцена» за фильм Passionate Three 3.
По данным на июль 2019 года, снялась в 184 фильмах.
Снимается под множеством сценических имён: Angel, Angel Face, Angel Face Piaf, Angel Piaf, Angel’s Face Piaff, Angelica, Bad Cat, Beatrice, Chaynee. Владеет студией массажа Sweet Sin («Сладкий грех») в Праге.

## Награды и номинации
| Год  | Премия             | Категория                                                                                  | Фильм | Результат |
| ---- | ------------------ | ------------------------------------------------------------------------------------------ | --- | --------- |
| 2014 | AVN Awards         | Лучшая сцена секса иностранного производства (Best Sex Scene in a Foreign Shot Production) | The Ingenuous (вместе с Алеской Даймонд, Анной Полиной, Аниссой Кейт, Майком Анджело, Ритой Пич и Таррой Уайт) | Победа    |
| 2018 | XBIZ Europa Awards | Лучшая гламурная сцена секса (Best Sex Scene — Glamcore)                                   | Passionate Three 3                                                                                             | Номинация |

## Избранная фильмография
- The Ingenuous (2013)[10]
- The Passionate Three (2017)[11][12]
- The Art of Anal (2018)[13]
- Nacho’s Fucking Mansion (2016)[14]
- Senses (Viv Thomas) (2015)[15]
- Holy Holes (2019)[16]
- Goodbye My Love (2015)[17]
- Holiday (2015)[18]
- Rocco's Dirty Girls 4 (2019)[19]
- Fill Her Up (2019)[20]
- Sunshine Lovers (2018)[21]